# Псху-Гумістинський заповідник
Псху-Гумістинський заповідник — заповідник розташований в центрі гірської Абхазії, в басейнах річок Гумісти, Бзиб і Кодорі. Він був створений в 1946 році, розширювався в 1971 і 1978 роках. Площа заповідника становить 40,018 тис. га.
Клімат на території заповідника різний, тут росте величезна кількість різних рослин, реліктові букові та смерекові, незаймані каштанові ліси. Ростуть тут і рідкісні посівні або їстівні каштани, вік яких перевищує 120–130 років. Вздовж річок в безлічі зростають чорна і сіра вільха, понтійські дуби та інші рослини.
Фауна парку представлена традиційними для Кавказу видами, які, проте, спеціально ще не досліджені.
На території Псху-Гумістинського заповідника розташовано найвисокогірніше село в Абхазії — село Псху. Воно лежить у верхів'ї річки Бзиб, на висоті 760 м над рівнем моря, у великій улоговині. Ця улоговина з усіх боків оточена високими горами.
Багато історичних пам'яток: руїни середньовічної фортеці, старовинні абхазькі фамільні склепи, святилища древніх язичницьких богів.